# Песке
Песке (итал. Pesche) — коммуна в Италии, располагается в регионе Молизе, в провинции Изерния.
Население составляет 1480 человек (2008 г.), плотность населения составляет 109 чел./км². Занимает площадь 12 км². Почтовый индекс — 86090. Телефонный код — 0865.
Покровителем коммуны почитается святой архангел Михаил, празднование 29 сентября.

## Демография
Динамика населения:

## Администрация коммуны
- Официальный сайт: http://www.comune.pesche.is.it/ Архивная копия от 7 февраля 2009 на Wayback Machine